# 拉瑙湖 (菲律賓)
7°53′31″N 124°15′09″E / 7.89194°N 124.25250°E

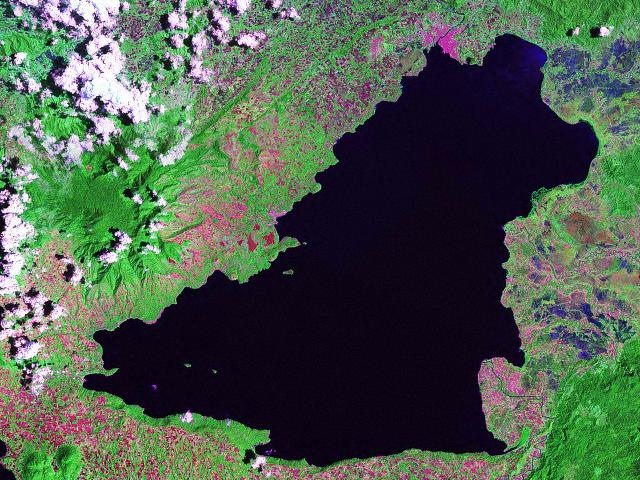

拉瑙湖是菲律賓的湖泊，位於棉蘭老島，由棉蘭老穆斯林自治區的南拉瑙省負責管轄，長33公里、寬20公里，面積340平方公里，海拔高度700米，平均水深60.3米，最大水深112米，湖岸線長度115公里。

## 外部連結
- Lake Lanao information
- How the Angels Built Lake Lanao （页面存档备份，存于）
- Contaminated Lake Lanao in danger[]